# John Lauridsen
John Mikkelsen Lauridsen (2 de abril de 1959) é um ex-futebolista profissional dinamarquês, que atuava como meia.

## Carreira
John Lauridsen representou a Seleção Dinamarquesa de Futebol na Eurocopa de 1984 